# Perse (figlio di Elio)
Nella mitologia greca, Perse (in greco antico: Πέρσης?, Pérsēs) era uno dei figli di Elio e Perseide, e quindi fratello di Eete, Circe e Pasifae. 
Usurpò il trono di suo fratello Eete, re della Colchide, ma fu in seguito ucciso da Medea, figlia di Eete, che riportò sul trono il padre.
Non va confuso con il titano Perse, figlio di Crio e Euribia e padre di Ecate, anche se la confusione tra i due sembra essere stata commessa anche dagli autori classici, come per esempio nella Bibliotheca historica di Diodoro Siculo.